# Makowyci
Makowyci (ukr. Маковиці) – wieś na Ukrainie, w obwodzie żytomierskim, w rejonie nowogrodzkim. W 2001 roku liczyła 387 mieszkańców.